# Marco Sgrosso
Marco Sgrosso (Napoli, 1960) è un attore, regista e pedagogo italiano.

## Biografia
Diplomato nel 1983 alla Scuola di Teatro di Bologna diretta da Alessandra Galante Garrone, completa la preparazione attraverso stages e seminari con Matilde Marullo, Carlo Merlo, Pierre Byland, Sandro Sequi, Thierry Salmon,
Nel 1985 entra a far parte della compagnia stabile di Leo de Berardinis, nella quale rimane fino al 1999, partecipando a quindici spettacoli.
Frattanto nel 1993 dà inizio a un’attività autonoma, fondando assieme a Elena Bucci la compagnia Le belle bandiere, che cura la realizzazione di eventi nel territorio romagnolo (tra cui la battaglia per la riapertura del Teatro Comunale di Russi) e realizza nuove e originali produzioni - dalla rilettura del patrimonio classico alla drammaturgia contemporanea e alla commistione con la musica - che progressivamente richiamano la pubblica attenzione.
Dopo una proficua collaborazione con la compagnia Diablogues di Vetrano e Randisi, che culmina nel 2007 con il premio ETI Olimpici del Teatro allo spettacolo Le smanie per la villeggiatura, Le belle bandiere avviano una serie di collaborazioni con importanti istituzioni teatrali (dal Centro Teatrale Bresciano, che sostiene negli anni diverse produzioni della Compagnia, al Teatro Metastasio di Prato, Teatro Mercadante di Napoli, Emilia Romagna Teatro, Teatro Piemonte Europa, Campania Teatro Festival), nonché con istituzioni universitarie (Bologna, Torino, Salerno, Ferrara). Le numerose produzioni della compagnia alternano spettacoli in duo o in solo ad altri con più attori.
Al di fuori della compagnia, lavora come attore in diverse occasioni diretto da Maurizio Schmidt per Farneto Teatro, in particolare nelle produzioni realizzate per il Festival di Corciano. È inoltre, nel corso degli anni, interprete per Francesco Macedonio, Cesare Ronconi, Mario Martone, Raúl Ruiz, Paolo Billi e Dario Marconcini, Alessandro Marinuzzi, Claudio Morganti, fino alle più recenti collaborazioni con Roberto Latini e Alessandro Serra. Qualche sortita cinematografica di qualità (Tonino De Bernardi, Raúl Ruiz, Luca Guadagnino) arricchisce una carriera che è comunque dedicata soprattutto al teatro.
Intensa è anche l'attività didattica come formatore: dal 1992 conduce regolarmente corsi finalizzati all'apprendimento dell'arte teatrale per diverse strutture, dal Cimes dell’Università degli Studi di Bologna alla Scuola Civica Paolo Grassi di Milano, all’Accademia Teatrale Veneta di Venezia, al Centro Teatrale Umbro e ad altre realtà indipendenti, oltre alla collaborazione stabile come docente di recitazione per la Civica Accademia d’Arte Drammatica Nico Pepe di Udine.

## Teatro
- L'Amleto non si può	fare di Vittorio Franceschi, regia Francesco Macedonio,	1983
- Povero Cavaliere di Peter Handke, regia Dino	Desiata, 1983
- Romolo il grande di Friedrich	Dürrenmatt, regia Dino Desiata, 1983
- King Lear. Studi e variazioni di William Shakespeare, regia Leo de Berardinis, 1985
- Amleto di William Shakespeare (II edizione), regia Leo de Berardinis, 1985
- La Tempesta di William Shakespeare, regia Leo	de Berardinis, 1986
- Novecento e Mille, drammaturgia e	regia Leo de Berardinis, 1987
- La Tempesta di William Shakespeare (II edizione), regia Leo	de Berardinis, 1987
- Otello e le nuvole da William Shakespeare, Pierpaolo Pasolini e Mariangela Gualtieri, regia Cesare Ronconi, 1987
- Delirio, drammaturgia e regia Leo de Berardinis, Santarcangelo dei Teatri 1987
- Uocchie cunsacrate, testo e regia Marco Sgrosso, 1987
- Macbeth di William Shakespeare, regia Leo de Berardinis, 1988
- Novecento e Mille, drammaturgia e	regia Leo de Berardinis (II edizione), 1988
- La creazione del mondo o la conquista dell'America, testo e regia Raúl Ruiz, Orestiadi di	Gibellina 1989
- Woyzeck di Georg Büchner, regia Mario Martone, 1989
- Quintett dai Tragici Greci, regia Leo de Berardinis, 1989
- Metamorfosi da autori vari, regia Leo de Berardinis, 1990
- Totò Principe di Danimarca, testo e regia Leo de Berardinis, 1991/93
- L'impero della ghisa, testo e	regia Leo de Berardinis, 1991
- Don Giovanni, testo e regia Raúl Ruiz, VolterraTeatro 1992
- L'amore delle pietre, testo e	regia Elena Bucci e Marco Sgrosso, Santarcangelo dei Teatri 1992
- I giganti della montagna di Luigi Pirandello, regia Leo de Berardinis, 1992/94
- Koppia, testo e regia Mario Giorgi, 1993
- Madelon da Viaggio al termine della notte di Louis-Ferdinand Céline, regia Paolo Billi e Dario Marconcini, VolterraTeatro 1993
- Gli occhi dei matti, da L'idiota di Fëdor Dostoevskij, testo e regia Bucci-Sgrosso, 1995
- Il ritorno di Scaramouche, testo e regia Leo de Berardinis, 1995/96
- Ubu o i Polacchi di Alfred Jarry, regia Claudio Morganti, 1996
- Cavalieri erranti e altri matti da legare, dal Don Chisciotte di Miguel de Cervantes, testo e regia Bucci-Sgrosso, Urbino Nascimenti 1996
- King Lear n.1 di William	Shakespeare e Leo de Berardinis, 1997
- Josephine la cantante di Franz Kafka, opera senza canto di Giovanni Tamborrino, regia	Bucci-Sgrosso, 1997
- Lettere dal paese dei bugiardi, ispirato alla vicenda di Kaspar Hauser, regia	Bucci-Sgrosso e Teri Weikel, 1998
- Mondo di carta, dalle novelle di Luigi Pirandello, regia Bucci-Sgrosso e Vetrano-Randisi, 1998
- Le amicizie pericolose, dal romanzo di Choderlos de Laclos, regia Bucci-Sgrosso, 1998
- Lear Opera da William Shakespeare, regia Leo de Berardinis, 1998/99
- Come una rivista, drammaturgia e regia di Leo de Berardinis, 1999
- Il berretto a sonagli	di Luigi Pirandello, regia Bucci-Sgrosso e Vetrano-Randisi, 1999
- Riccardo III di William Shakespeare, regia	Claudio Morganti, Biennale di Venezia 2000
- Anfitrione di Molière, da Plauto a Kleist, regia Bucci-Sgrosso e Vetrano-Randisi, 2000
- Ella di Herbert Achternbusch, regia di Marco Sgrosso, 2001
- Il mercante di Venezia di William Shakespeare, regia Bucci-Sgrosso e Vetrano-Randisi, 2001
- Francesco Foglia sacerdote, drammaturgia Marco Alotto e Marco Sgrosso, regia Marco Sgrosso, 2001
- Histoire du soldat di Igor	Stravinskij, regia Fulvio Ianneo, 2002
- Basso Napoletano - variazioni per basso, contrabbasso e	voce, drammaturgia e regia Marco Sgrosso, 2002
- Le smanie per la villeggiatura di Carlo Goldoni, regia Bucci-Sgrosso e	Vetrano-Randisi, 2003
- La neve fradicia da Memorie dal sottosuolo di Fëdor Dostoevskji, regia Marco Sgrosso, 2004
- Il Decameron dalle novelle di Giovanni Boccaccio, regia Maurizio Schmidt, Corciano Festival 2004, 2006 e 2007
- La pazzia di Isabella - vita e morte dei Comici Gelosi, testo e regia Bucci-Sgrosso, 2004
- Macbeth di William Shakespeare, regia Elena Bucci, 2005
- Il sottotenente Gustl di	Arthur Schnitzler, regia di Francesco Macedonio, 2007
- Hedda Gabler di Henrik Ibsen, regia Elena	Bucci, 2007
- Santa Giovanna dei Macelli di Bertolt Brecht, regia Elena Bucci, 2008
- La locandiera di Carlo Goldoni, regia Elena Bucci, 2009
- Elektra di Hugo von Hofmannsthal, regia Marco Sgrosso, 2009
- L'amante di Harold Pinter, regia Bucci-Sgrosso, 2009
- Mondi capovolti, testo e regia Marco Alotto, Gianni Bissaca, Elena Bucci e Marco Sgrosso, 2009
- Molti pensieri vogliono restare comete dedicato a Leo de	Berardinis, 2009
- Regina la Paura, testo e regia Elena Bucci, 2010
- Arlecchino militare da Carlo Goldoni e Bertolt Brecht, regia Maurizio Schmidt, Corciano Festival 2010
- Antigone - una strategia del rito da Sofocle, drammaturgia Bucci-Sgrosso, regia Elena Bucci, 2011
- Delirio a due di Eugène Ionesco, regia Bucci-Sgrosso, 2013
- La mandragola di Niccolò Machiavelli, regia Maurizio Schmidt, Corciano Festival 2013
- Svenimenti - un vaudeville da Anton Čechov, drammaturgia Bucci-Sgrosso, regia Elena Bucci, 2014
- Sogno di una notte di mezza estate di William Shakespeare, regia Maurizio Schmidt, Corciano Festival 2014
- La morte e la fanciulla di Ariel Dorfman, drammaturgia e regia Bucci-Sgrosso, 2014
- Il Decameron, regia Maurizio Schmidt, Milano Expo 2015 e Corciano Festival, 2016
- Una passione - ridere così tanto. Musica e teatro nei luoghi dell'Olocausto, drammaturgia e regia Bucci-Sgrosso, 2016
- Macbeth Duo - la vita è un’ombra da William Shakespeare, drammaturgia e regia Bucci-Sgrosso, 2016
- La canzone di Giasone e Medea, da Euripide a Grillparzer, drammaturgia Bucci-Sgrosso, regia Elena Bucci, 2016
- L’angelo abietto - dedicato a Chet Baker, testo e regia Marco Sgrosso, 2016
- Prima della pensione di Thomas Bernhard, regia Bucci-Sgrosso,	2017
- Molto rumore per nulla di William Shakespeare, regia Maurizio	Schmidt, Corciano Festival 2017
- Le relazioni pericolose dal romanzo di Choderlos de Laclos, regia Elena Bucci, 2017
- Sketches and Short Plays di Harold Pinter, regia Maurizio Schmidt, 2017
- Ottocento, drammaturgia di Bucci e Sgrosso, regia Elena Bucci, 2018
- Il teatro comico di Carlo Goldoni, regia Roberto Latini, 2018
- L'anima buona di Sezuan di Bertolt Brecht, regia Elena Bucci, 2018
- Mangiafoco da Collodi, regia Roberto Latini, 2019
- A colpi d’ascia - un’irritazione dal romanzo di Thomas Bernhard, regia Marco Sgrosso, 2020
- Caduto fuori dal tempo, dal romanzo di David Grossman, regia Elena Bucci, 2020
- Il giardino dei ciliegi di Anton Čechov, regia di Alessandro Serra, 2021
- L'armata Brancaleone, liberamente tratto dal film di Mario Monicelli, regia Roberto Latini, 2021
- La tempesta di William Shakespeare, regia Alessandro Serra, 2022
- Risate di gioia, testo e regia Bucci-Sgrosso, 2022
- La canzone di Giasone e Medea (II edizione), drammaturgia Bucci-Sgrosso, regia Elena Bucci, 2023
- La casa dei Rosmer, regia Elena Bucci, 2024
- La mite di Fëdor Dostoevskji, regia Marco Sgrosso, 2024
- Due, testo e regia Bucci-Sgrosso, 2025
- Emma B. vedova Giocasta di Alberto Savinio, regia Marco Sgrosso, 2025

## Cinema
- Viaggio clandestino, regia	Raúl Ruiz, 1993
- Kappa, regia Michele Fasano, Festival del Mediterraneo 1998
- La strada nel bosco,	regia Tonino De Bernardi, Festival di Locarno 2001
- Lei, regia Tonino De Bernardi, Festival di Venezia 2002
- Accoltellati, regia Tonino De Bernardi, 2004
- Médée miracle, regia Tonino De Bernardi, 2007
- Chiamami col tuo nome, regia Luca Guadagnino, 2016
- Resurrezione, regia Tonino De Bernardi, 2019

## Premi e riconoscimenti
- 2006 Compagnia Teatro di Leo premio Viviani - Festival di Benevento	per Il ritorno di Scaramouche
- 2007 Compagnia Le belle bandiere premio Hystrio - Altre muse per la	sua attività
- 2007 Elena Bucci, Marco Sgrosso, Stefano Randisi, Enzo Vetrano	premio ETI Olimpici del Teatro migliore spettacolo di prosa per Le	smanie per la villeggiatura
- 2008 Compagnia Le belle bandiere premio Scenari Pagani
- 2018 nomination premio Ubu come migliore attore per Il teatro	comico
- 2021 Mangiafoco di Roberto Latini premio Le Maschere del	Teatro migliore spettacolo di prosa